# Suede (album)
Albums de Suede
Dog Man Star
(1994)
Suede est le premier album du groupe de britpop anglais éponyme Suede, sorti le 29 mars 1993. Il jette les bases de la vague britpop qui va s'abattre dans la deuxième moitié des années 90 avec les deux grands autres groupes du genre, Blur et Oasis. L'album fut pendant un an le premier album d'un groupe le plus rapidement vendu de l'histoire avant d'être détrôné un an plus tard par Definitely Maybe de Oasis (qui le sera par Elastica en 1995 puis par Artic Monkeys en 2006). Suede a fait ses débuts dans le top 10 des charts britanniques, atteignant la première position pendant deux semaines. Les principales influences musicales ont été The Smiths et les premières œuvres de David Bowie, ce dernier étant beaucoup comparé au chanteur de Suede, Brett Anderson. L'album a reçu une excellente critique[réf. nécessaire] et un grand soutien du public[réf. nécessaire], sortant en 1994 un DVD et CD live nommés Love & Poison de leur triomphale tournée.

## Liste des titres
1. So Young - 3:38
2. Animal Nitrate - 3:27
3. She's Not Dead - 4:33
4. Moving - 2:50
5. Pantomime Horse - 5:49
6. The Drowners - 4:10
7. Sleeping Pills - 3:51
8. Breakdown - 6:02
9. Metal Mickey - 3:27
10. Animal Lover - 4:17
11. The Next Life - 3:32

## Singles
« # » indique la plus haute position dans le UK Singles Chart
- The Drowners (11 mai 1992) #49
- Metal Mickey(14 septembre 1992) #17
- Animal Nitrate (22 février 1993) #7
- So Young (17 mai 1993) #22

## Crédits
- Brett Anderson – chant, parolier, compositeur.
- Bernard Butler – guitares, piano.
- Mat Osman – basse électrique.
- Simon Gilbert – batterie.
- Phil Overhead - percussion.